# Victor Vignon
Pour les articles homonymes, voir Vignon.
Victor Alfred  Paul Vignon, né le 25 décembre 1847 à Villers-Cotterêts (Aisne) et mort le 15 mars 1909 à Meulan (Seine-et-Oise), est un peintre paysagiste et un graveur français appartenant au groupe impressionniste.
Souvent critiqué par les éditorialistes comme Roger Marx ou Félix Fénéon, l'artiste n'a pas de forte notoriété alors qu'il était très apprécié des collectionneurs.

## Biographie

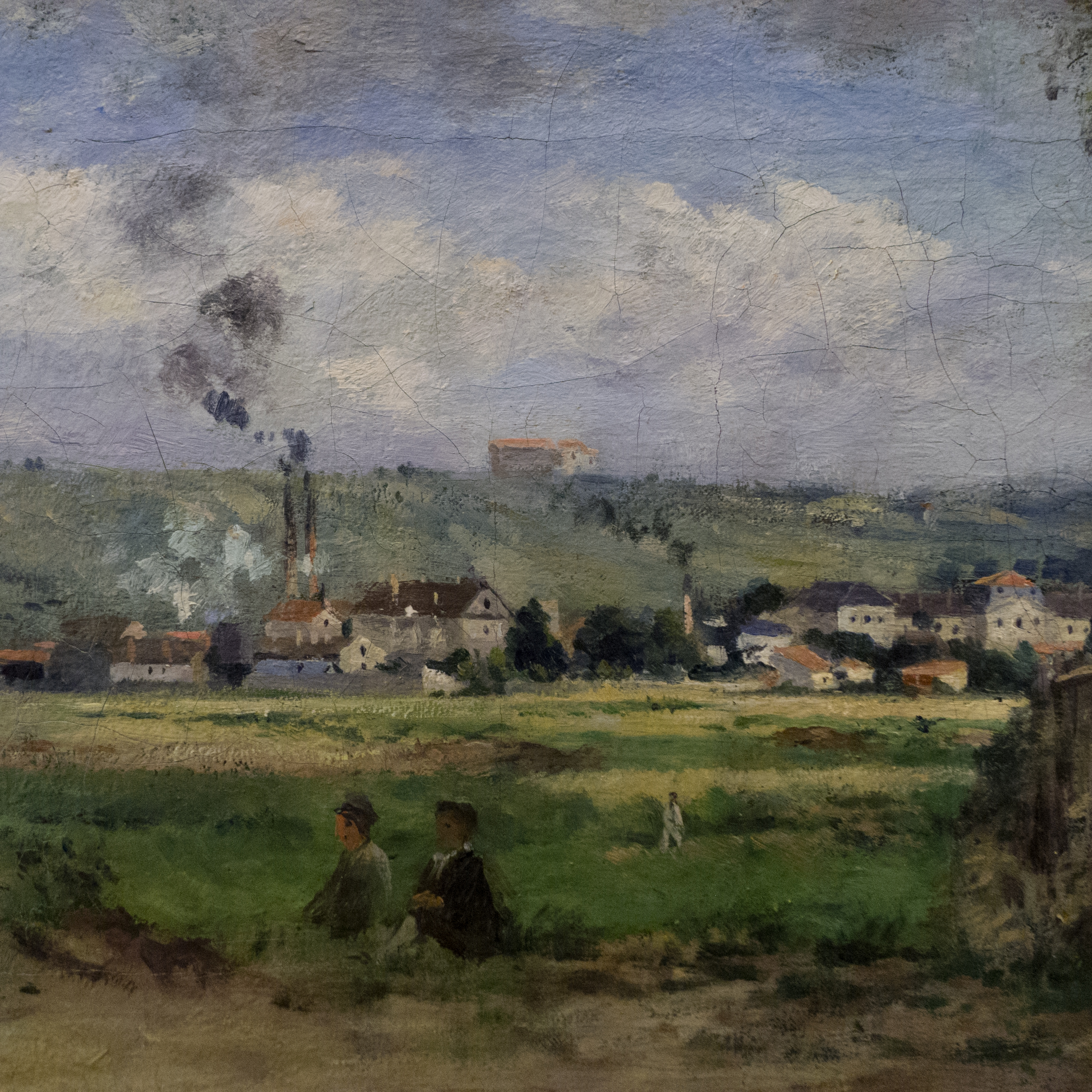
Les Usines de Nanterre, Aix-les-Bains, musée Faure.

Victor Vignon est fréquemment dit à tort fils de Noémi Cadiot, alias Claude Vignon, alors qu'il est avéré qu'il naît fils légitime au domicile de ses parents, Remy Victor Vignon (né vers 1818), marchand épicier demeurant à Villers-Cottêrets et Cathérine Athanase Bouchard (née vers 1826), sans profession.  
Élève de Camille Corot, conseillé par Adolphe-Félix Cals, Vignon a d'abord travaillé à Clamart, puis à Bougival, puis à La Celle-Saint-Cloud où il a réalisé Saulaie à Bougival (1877), Le Chemin de la plaine à Bougival et La Route de la Jonchère à La Celle-Saint-Cloud. Il déménage ensuite pour Pontoise, puis pour Jouy-le-Comte. Vers 1878-1880, on le retrouve à Auvers-sur-Oise en compagnie de Camille Pissarro, Armand Guillaumin et Paul Cézanne, où il peint des sujets identiques aux leurs : Chemin de Chaponval (1881), La Côte Saint-Nicolas à Auvers (1882), Masures à Auvers (1883).
Il s'installe ensuite à Nesles-la-Vallée à Éragny et à l'Isle-Adam comme Corot[réf. nécessaire].
Vignon est très lié avec Théo et Vincent van Gogh, le docteur Paul Gachet, et le pâtissier-écrivain-peintre Eugène Murer qui lui achète quatre tableaux : Soleil couchant orageux, effet d'automne, Femme à la chèvre, matin d'hiver, Les Peupliers d'or, matin sauvage et Le Dégel,. Il est également ami de Frédéric Samuel Cordey et Auguste Renoir.

## Expositions impressionnistes (1880-1886)
Vignon participe à la cinquième, sixième (15 toiles), septième (15 toiles) et huitième exposition des impressionnistes. 
La sixième se tient du 2 avril au 1er mai 1881 ; 35 boulevard des Capucines. Les autres participants sont Mary Cassat, Degas, Forain, Gauguin, Guillaumin, Berthe Morisot, Pissarro, Raffaelli, Rouart, Tillot, Vidal, Vignon et Zandomeneghi.
En 1886, Victor Vignon demeure à Jouy-le-Comte et participe à la huitième et dernière exposition des peintres impressionnistes qui se déroule à la Maison Dorée, aujourd'hui au 20, boulevard des Italiens et 1-3, rue Laffitte à Paris. Auguste Renoir n'y participe pas, y ayant renoncé comme d'autres. Outre Vignon, sont présents : Marie Bracquemond, Mary Cassatt, Edgar Degas, Jean-Louis Forain, Paul Gauguin, Armand Guillaumin, Berthe Morisot, Camille Pissarro, Lucien Pissarro, Odile Redon, Henri Rouart, Émile Schuffenecker, Georges Seurat, qui y expose la Grande Jatte, Paul Signac, Charles Tillot, Federico Zandomeneghi.

## La critique et les refus
Victor Vignon est attaqué dès 1894 par Roger Marx dans la préface de la rétrospective de l'artiste organisée chez Bernheim, lui reprochant d'avoir choisi comme initiateurs les maîtres hollandais, Il explique ainsi pourquoi Vignon n'a été admis qu'une seule fois au Salon de Paris, en 1878, avec Les Châtaigniers un soir d'hiver et La Seine à Bougival un soir de printemps : « Cet art réaliste et réfléchi [lui] a attiré systématiquement le refus du Salon. »
Félix Fénéon commente ainsi les 19 tableaux présentés par Vignon à l'exposition impressionniste de 1886 : « P. Vignon empile les rochers, arbres, et maisons, en des ensembles invariables et ternes »
Vignon adhère à la Société des peintres-graveurs français en 1891 et expose ensuite avec la Société nationale des beaux-arts en 1897.

## Postérité
Vignon n'a jamais connu le succès des autres impressionnistes. En 1900, c'est grâce au Docteur Viau que l'un de ses tableaux figure à l'Exposition universelle de 1900. En 1903, une exposition est organisée pour lui venir en aide. Auguste Renoir conseille à Durand-Ruel de choisir parmi ses petits formats. En 1910, la fille de Berthe Morisot, Julie Manet-Rouart, obtient de Renoir une toile pour la vente organisée en faveur de la veuve de Vignon.
Parmi les grands collectionneurs possédant des œuvres de Victor Vignon, on compte Georges Viau dont la collection sera dispersée en 1907 et 1909 ; Stumpf, dont la dispersion des collections, en 1906, fait apparaître une quinzaine de toiles de l'artiste[réf. nécessaire] ; Roger Marx qui possède trois tableaux de Vignon dans sa collection, dont on ignore la date d'achat. Maxime Maufra lui achète une toile en 1903, La Rivière. 

## Œuvres

### Œuvres dans les collections publiques
- En Allemagne
  - Sarrebruck, musée de la Sarre.
  - Kunsthalle de Brême
- Au Danemark
  - Copenhague, Ny Carlsberg Glyptotek : La Côte Saint-Nicolas à Auvers 1883, huile sur toile.
- En France
  - Aix-les-Bains, musée Faure :
    - La Route de la Falaise ;
    - Paysanne aux champs ;
    - Les Usines de Nanterre, huile sur toile.

  - Bayonne, musée Bonnat-Helleu : Le Hameau de Valhermé, 1880, huile sur toile, 54 × 65 cm.
  - Le Havre, musée d'art moderne André-Malraux : Pommes et pichet.
  - Paris, musée d'Orsay : 
    - Chemin des Frileuses à Evecquemont, 1885, huile sur toile, 46 × 65 cm ;
    - Paysage à Auvers-sur-Oise, maisons dans le vallon, vers 1880, huile sur toile, 33,5 × 41,5 cm.

  - Reims, musée des beaux-arts.

### Estampes
- La Vache à Auvers-sur-Oise, 1893, eau-forte, 27 × 25 cm, parue dans L'Estampe Originale en 1893.
- Nature morte, 1894, eau-forte et aquatinte.
- Moulin à vent, eau-forte, 32 × 25 cm.

## Expositions
- 1880 : 5e exposition des impressionnistes, exposition collective, 10 rue des Pyramides, Paris
- 1881 : 6e exposition des impressionnistes, exposition collective, 35, boulevard des Capucines, Paris
- 1882 : 7e exposition des impressionnistes, exposition collective Salons du Panorama de Reischoffen, 151, rue Saint-Honoré, Paris
- 1884 : galerie Georges Petit, Paris :
- 1886 : 8e exposition des impressionnistes, dernière exposition collective du groupe, Paris, Maison Dorée, du 15 mai au 15 juin 1886 ;
- 1894 : Tableaux de Victor Vignon, peintures et gravures, exposition monographique, Paris, galerie Bernheim-Jeune, mars à avril 1894[14].
- 1897 : Les falaises de Dieppe, Salon de la SNBA, Paris
- 1901 : rétrospective, Paris, galerie Georges Petit, du 2 au 30 avril 1901

### Expositions posthumes
- 1938 : Victor Vignon, 1847-1909, Amsterdam, galerie Kunsthandel Huinck & Scherjon[15]
- 2002 : Victor Vignon, 1847-1909, exposition monographique, Pontoise, musée Tavet-Delacour, du 25 mai au 15 septembre 2002[16] ;
- 2007 : Pontoise, musée Tavet-Delacour, du 26 mai au 23 septembre 2007